# Macrosiphoniella ptarmicae
Macrosiphoniella ptarmicae är en insektsart som beskrevs av Hille Ris Lambers 1956. Macrosiphoniella ptarmicae ingår i släktet Macrosiphoniella och familjen långrörsbladlöss. Arten är reproducerande i Sverige. Inga underarter finns listade i Catalogue of Life.